# Борье (Албания)
Бо́рье (алб. Borje; серб. Борје / Borje) — село в северо-восточной Албании. Входит в состав общины Шиштевец округа Кукес. Борье расположено в албанской части исторической области Гора, жители села — представители исламизированной южнославянской этнической группы горанцев. Помимо села Борье горанцы в Албании живут также в сёлах Запод, Кошариште, Оргоста, Орешек, Очикле, Пакиша, Шиштевец и Цернолево.
Село находится менее чем в двух километрах к западу от границы Албании с Косово.

## История
После второй Балканской войны 1913 года часть территории Горы, на которой расположено село Борье, была передана Албании.
В 1914 году на территории Македонии проводил научные исследования российский лингвист А. М. Селищев. На изданной им в 1929 году этнической карте региона Полог населённый пункт Борье был указан как болгарское село.
В 1916 году во время экспедиции в Македонию и Поморавье село Борье посетил болгарский языковед С. Младенов, по его подсчётам в селе в то время было около 150 домов.
Согласно рапорту главного инспектора-организатора болгарских церковных школ в Албании Сребрена Поппетрова, составленному в 1930 году, в селе Борье насчитывалось около 130 домов.